# The Legend of Zelda: Link's Awakening (videogioco 2019)
The Legend of Zelda: Link's Awakening (ゼルダの伝説 夢をみる島?, Zeruda no densetsu: Yume o miru shima) è un videogioco di avventura dinamica sviluppato da Grezzo e pubblicato da Nintendo per Nintendo Switch. È stato pubblicato in tutto il mondo il 20 settembre 2019. Link's Awakening è un remake dell'omonimo gioco del 1993 per Game Boy. Mantiene la prospettiva e le caratteristiche dell'originale, insieme agli elementi della riedizione del 1998 Link's Awakening DX.
Il gioco presenta uno stile grafico "retro-moderno" caratteristico e unico all'interno della serie. Dispone inoltre di dungeon personalizzabili che il giocatore può creare e quindi completare per ottenere ricompense. Il gioco ha ricevuto recensioni positive per la sua fedeltà, il gameplay migliorato e lo stile artistico unico. A marzo 2021, il gioco ha venduto oltre 5,49 milioni di copie in tutto il mondo, divenendo così uno dei giochi più venduti su Nintendo Switch.

## Sviluppo
The Legend of Zelda: Link's Awakening è un remake dell'omonimo gioco del 1993 sviluppato per Game Boy. Link's Awakening era stato precedentemente rimasterizzato per Game Boy Color nel 1998 con il nome di The Legend of Zelda: Link's Awakening DX. Sebbene il gioco originale utilizzasse una grafica 2D in un rapporto quasi quadrato su Game Boy, il remake è presentato in grafica 3D e un rapporto widescreen su Nintendo Switch. Tuttavia, alcune sezioni dei dungeon del gioco non riempiono completamente lo schermo, in quanto alcuni enigmi e combattimenti contro i boss sono stati progettati per funzionare solo per stanze e strutture quadrate. 
Il gioco adotta uno stile artistico "retro-moderno" distinto dagli altri giochi di Zelda, discostandosi dallo stile artistico di A Link to the Past del gioco originale, pur mantenendo la sua semplicità. I design dei personaggi in plastilina simili a giocattoli si discostano anche dai design ispirati a Wind Waker tipici di molti giochi di Zelda dall'alto verso il basso dall'uscita di Four Swords Adventures. È dotato di un effetto tilt-shift volto a esagerare la prospettiva e la profondità di campo della fotocamera. L'effetto è stato ispirato dall'apparizione del mondo "piccolo [...] ma molto vasto" del gioco originale sullo schermo da 66 millimetri del Game Boy; Il produttore della serie Eiji Aonuma ha affermato di essersi ispirato ai diorama per ottenere questo effetto. 

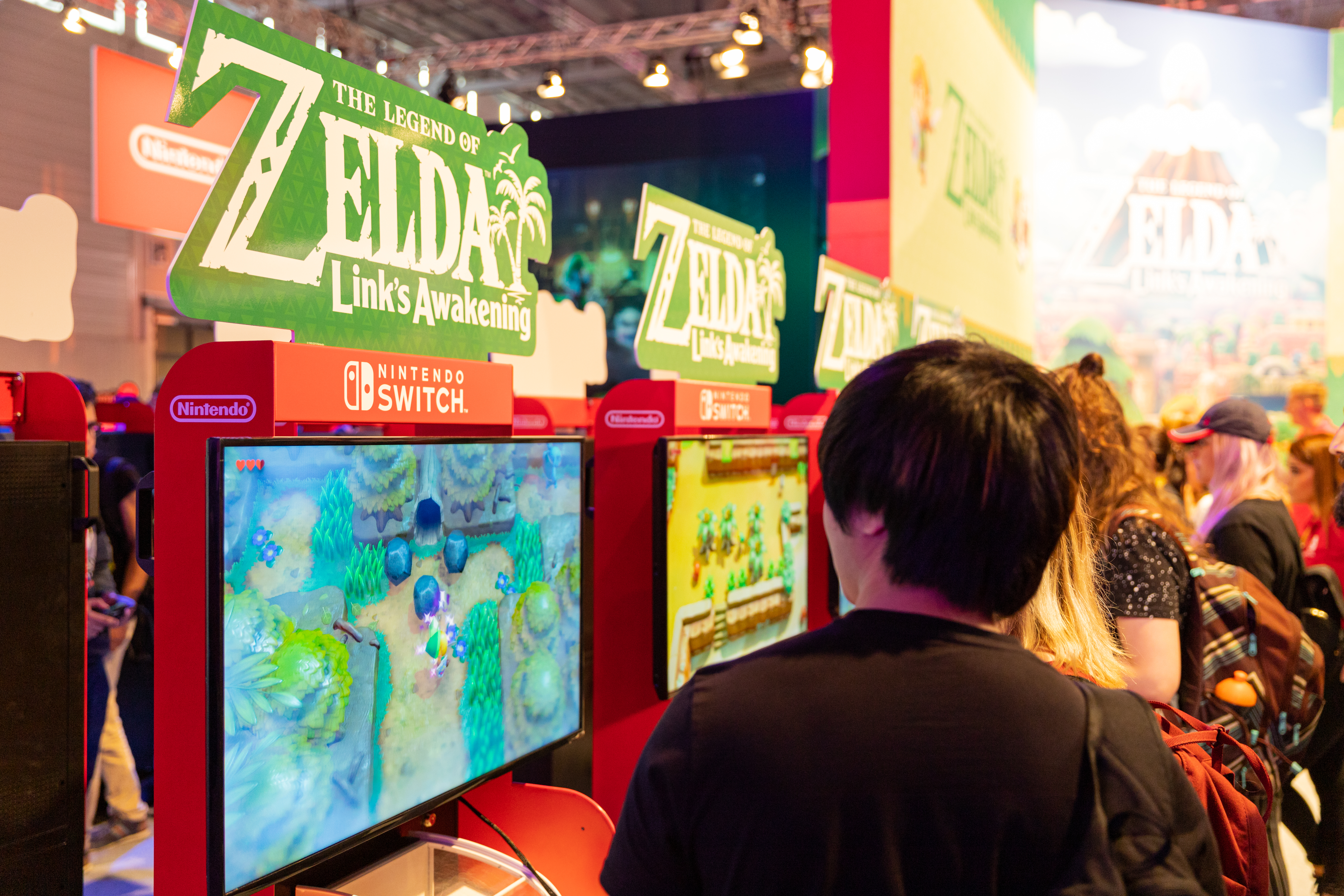
Stand dimostrativo del videogioco al Gamescom 2019

La baracca di Dampé, che ospita i dungeon personalizzati del giocatore, ha sostituito il negozio di fotografia di Link's Awakening DX, che fungeva da hub per il Game Boy Printer. Tale idea venne implementata dopo che Shigeru Miyamoto ebbe chiesto ad Aonuma se c'era un modo per implementare un gameplay simile a Super Mario Maker nella serie di Zelda. Ritenendo però che consentire semplicemente ai giocatori di creare il proprio dungeon sarebbe stato troppo difficile, Aonuma progettò una modalità che consentisse ai giocatori di riorganizzare i dungeon, proponendolo come un puzzle stesso da risolvere.
Mentre il gioco originale e DX utilizzano una semplice grafica basata su sprite per i filmati a causa delle limitazioni del Game Boy e del Game Boy Color, il remake utilizza invece filmati animati disegnati a mano, diretti da Junichi Yamamoto.

## Accoglienza
The Legend of Zelda: Link's Awakening ha ricevuto recensioni "generalmente favorevoli", secondo l'aggregatore di recensioni Metacritic. La maggior parte dei critici ha convenuto che il gioco principale necessitasse di pochi cambiamenti, ma che gli aggiornamenti sulla giocabilità erano i benvenuti. Forbes ha affermato che il gioco fosse "un ottimo remake di un già impeccabile gioco di Zelda." Tuttavia, USgamer, pur affermando che il remake "migliora la maggior parte dei difetti" della versione Game Boy mantenendo ciò che lo ha reso un classico, ha notato che "di tanto in tanto si verificano problemi di rallentamento". 

### Vendite
Link's Awakening ha debuttato al numero 1 nelle classifiche di vendita al dettaglio di Regno Unito, Giappone ed EMEAA, diventando il più grande debutto di Grezzo e il gioco Switch più venduto del 2019. Ha venduto 141 375 copie fisiche in Giappone e 430 000 copie in Europa durante i suoi primi tre giorni dopo l'uscita. Al 29 dicembre 2019, il gioco aveva venduto 250 947 copie fisiche in Giappone. Al 31 marzo 2021, il gioco aveva venduto 5,49 milioni di copie in tutto il mondo.